# Chelanské pohoří
Chelanské pohoří, nebo také Chelanské hory se nacházejí v americkém státě Washington. Pohoří se vypíná se západně od řeky Columbie, severně od řeky Entiat a jižně Chelanského jezera a je částí Severních Kaskád, které patří do Kaskádového pohoří. Délka pohoří je zhruba 64 kilometrů, šířka pouze 13 km.

## Poloha a vrcholy
Pohoří se rozléhá západně od řeky Columbie mezi řekami Chelan a Entiat, táhne se severojižně podél řeky Columbie. Severní úbočí Chelanských hor navazuje na severní hranici Entiatského pohoří, většina území se nachází ve Wenatcheejském národním lese, sever pohoří patří také do divočiny Glacier Peak.
Nejvyšším vrcholem pohoří je Cardinal Peak dosahující výšky 2 620 metrů nad mořem. Mezi další důležité hory patří Emerald Peak, Saska Peak, Pinnacle Mountain, Pyramid Mountain a Gopher Mountain. Všechny tyto vrcholy jsou vyšší než 2 400 metrů nad mořem a nachází se v severní části pohoří. Na jihu je nejvyšším vrcholem Stormy Mountain, která dosahuje 2 194 metrů nad mořem.
Jméno pohoří pochází ze jména indiánského kmenu Chelanů, mnoho jmen zdejším horám, řekám, jezerům a podobně dal Albert H. Sylvester.